# I due seduttori
I due seduttori (Bedtime Story) è un film del 1964 diretto da Ralph Levy, e interpretato da Marlon Brando, David Niven e Shirley Jones.

## Trama
Lawrence Jamieson (David Niven) è un raffinato ed elegante artista della truffa che opera nella città di Beuamont-sur-Mar sulla riviera francese. Si spaccia come il principe deposto di un piccolo paese europeo, per sedurre donne ricche e convincerle a donare grandi somme di denaro e gioielli per la sua rivoluzionaria "causa".

Freddy Benson (Marlon Brando) è un caporale dell'esercito degli Stati Uniti di stanza in Germania, che sa come farsi strada nei cuori (e nei portafogli) di giovani donne, usando storie strappalacrime sulla propria nonna malata. Il suo tentativo di sedurre la figlia di un borgomastro locale si ritorce contro di lui quando il padre arriva a casa in anticipo, e lui e rischia di essere arrestato, ma se la cava con l'espulsione dall'esercito.
Lawrence incontra Freddy su un treno a Beaumont-Sur-Mer, dove quest'ultimo sta mettendo sfrontatamente in mostra le sue doti di truffatore. Lawrence, temendo che la concorrenza di Freddy possa mettere in pericolo le sue attività, cerca di convincerlo a lasciare la città. Quando questo tentativo fallisce, organizza un finto arresto per poi farlo rilasciare donandogli un biglietto aereo per l'America. Sfortunatamente, una delle ex conquiste di Lawrence (Dody Goodman) è sull'aereo, e scambia Freddy per un rivoluzionario, complice della deposizione del "Principe". Così intuendo la vera identità di Lawrence come un truffatore, Freddy torna a Beaumont-sur-Mer e lo ricatta costringendolo a prendere lui come apprendista.
Lawrence impiega Freddie nei suoi svantaggi di giocare mentalmente sfidato Ruprecht fratello del principe, una tattica aggiunto per spaventare le donne di distanza dal matrimonio con il Principe. Sono riuscito in questo schema, ma litigano quando Lawrence rifiuta di pagare Freddy fino a che non può imparare ad apprezzare la cultura necessaria per lo stile di Lawrence di con. Freddy decide di mettersi in proprio, ma da Lawrence crede che non ci sia abbastanza spazio a Beaumont-sur-Mer per entrambi, i due decidono di una scommessa per decidere chi è "Re della Montagna". Il primo a st $ 25.000 di un marchio selezionato sarà permesso di soggiorno. I due select Janet Walker (Shirley Jones), una ereditiera americana ingenuo e ricchi, come loro obiettivo. Freddy pone come un soldato ingenuo che ha subito una paralisi psicosomatica. Vince affetti di Janet con una storia triste di essere tradito dal suo primo amore, che è scappato con una ballerina, e la convince che lui ha bisogno di $ 25.000 a pagare per il trattamento da un celebre psichiatra svedese, il dottor Emile Shauffhausen. Quando Lorenzo scopre questo schema, si traveste da Dr. Shauffhausen, accettando di trattare la "condizione" di Freddy con la clausola che Janet pagare $ 25.000 direttamente a lui. I due istituito una guerra per gli affetti di Janet, spietatamente sabotando l'altro ... con Lawrence che esce in alto, più spesso di quanto non.
Lawrence scopre che Janet non è ricco, dopo tutto, ma in vacanza come vincitore del concorso per l'azienda sapone per cui lavora, e che ha intenzione di vendere il resto della sua vincita per pagare le cure di Freddy. Da quando ha solo prede su ricchi, le donne corrotte che possono permettersi di perdere ingenti somme di denaro, Lawrence tentativi chiama fuori la scommessa. Freddy si rifiuta, ma suggerisce che cambiano la scommessa di essere Janet se stessa: il primo a metterla a letto sarebbe stato il vincitore. Lawrence si rifiuta di cercare di sedurre Janet, ma le scommesse che Freddy non riuscirà a farlo.
Freddy ha Lawrence rapita da alcuni paracadutisti che ha portato a credere che Lorenzo sta cercando di rubare la sua ragazza, e in una routine elaborata, Janet convince del suo amore per lei da "conquistare" la sua paralisi psicosomatica e camminare. Ma si scopre che Lorenzo è stato presente per tutto il tempo, il quale dichiara che Freddy è guarito. Lawrence spiega che i soldati lo hanno rilasciato dopo aver detto loro che era un paracadutista della RAF durante la guerra, e li compilati su menzogne di Freddy. I soldati, arrabbiato per essere stato ingannato, continuano Freddy occupata ad una festa fino a Lawrence mette Janet su un treno fuori città. Tuttavia, proprio mentre il treno è in partenza, Janet riceve un telegramma che il vero Dr. Emil Shauffausen è morto da più di 40 anni. Confuso e sconvolto, ritorna alla sua stanza d'albergo, dove trova Freddy, che a quanto pare riesce a sedurla.
Lawrence riceve la notizia che Freddy è stato visto uscire camera d'albergo di Janet con lei, e con riluttanza ma con garbo accetta la sconfitta. Freddy arriva al castello di Lawrence, ma sorprendentemente, ha avuto un cambiamento di cuore: egli scoprì di non poter usufruire di Janet, e che i suoi sentimenti per lei erano autentiche. Invece, lui l'ha sposata, è dritto, e stanno tornando in America. Lawrence riconcilia con Freddy prima che lui e Janet partono. Egli riflette, mentre osserva nave della vela i viaggi di nozze "di distanza, che lo sposato Freddy ha ottenuto l'affare migliore, alla fine, ma viene distratto da questa linea di pensiero, quando il suo prossimo obiettivo, una bionda incantevole ed estremamente ricca, entra nella stanza , e il film finisce con lui in procinto di partire per il vecchio con ancora una volta.

## Produzione
Il film è stato girato a Cannes, ed è stato scritto da Brando e prodotto da Stanley Shapiro.

## Remake
Nel 1988 venne realizzato il remake Due figli di..., diretto da Frank Oz con protagonisti Michael Caine e Steve Martin.
Nel 2019, invece, è uscito un remake "al femminile", intitolato Attenti a quelle due, con protagoniste Anne Hathaway e Rebel Wilson.